# Hockey Series
Hockey Series es una competición internacional de hockey sobre césped organizada por la Federación Internacional de Hockey (FIH), en la que participan las selecciones nacionales que no están jugando en la Hockey Pro League. La competición también sirve como clasificación para los Juegos Olímpicos.
La primera edición comenzó en 2018.

## Formato
La Hockey Series está compuesta de dos rondas: abierto y finales. Los nueve equipos mejor ubicados en el ranking mundial de la FIH (al 9 de junio de 2017) se saltan la primera ronda y avanzan directamente a las finales. Todos los otros equipos juegan en la primera ronda del Hockey Series, que consiste en múltiples torneos regionales de seis equipos.
Quince equipos de la primera ronda clasifican para completar un total de 24 equipos en las finales. Estos equipos jugarán en tres eventos, con ocho equipos por evento (tres clasificados automáticamente y cinco de la ronda previa).
Los primeros dos equipos de cada evento de las finales clasificarán para el torneo preolímpico. En este evento de clasificación,  estos equipos se unirán a los cuatro mejores equipos de la Pro League y los dos equipos más altos en el ranking que no estén aún clasificados. Los equipos jugarán una eliminatoria a doble partido para determinar a los seis países clasificados a los Juegos Olímpicos.

## Torneo masculino

### Resultados
| Año     | Sede de la final | Final   | Final    | Final      | Partido por el 3.° lugar | Partido por el 3.° lugar | Partido por el 3.° lugar |
| Año     | Sede de la final | Campeón | Marcador | Subcampeón | Tercer lugar             | Marcador                 | Cuarto lugar             |
| ------- | ---------------- | ------- | -------- | ---------- | ------------------------ | ------------------------ | ------------------------ |
| 2018-19 |                  |         |          |            |                          |                          |                          |

## Torneo femenino

### Resultados
| Año     | Sede de la final | Final   | Final    | Final      | Partido por el 3.° lugar | Partido por el 3.° lugar | Partido por el 3.° lugar |
| Año     | Sede de la final | Campeón | Marcador | Subcampeón | Tercer lugar             | Marcador                 | Cuarto lugar             |
| ------- | ---------------- | ------- | -------- | ---------- | ------------------------ | ------------------------ | ------------------------ |
| 2018-19 |                  |         |          |            |                          |                          |                          |